# Luis Mariano Montemayor
Luis Mariano Montemayor est un prélat catholique argentin, appartenant aux services diplomatiques du Saint-Siège, nonce apostolique en Irlande (en) depuis 2023.

## Origine familiale
Il est né à Buenos Aires, la capitale argentine, le 16 mars 1956. Il est le fils d’Enrique Pedro Montemayor (vers 1930-2013), un officier de la marine argentine. Lui et sa famille ont été menacés et ont vécu sous protection policière par le passé.

## Prêtre
Élève du séminaire de Villa Devoto, il y obtint un baccalauréat en théologie. Il est ordonné prêtre le 15 novembre 1985 par le cardinal Juan Carlos Aramburu, archevêque de Buenos Aires et incardiné dans l’archidiocèse de Buenos Aires,, où il a exercé son ministère dans le quartier de l’Almagro à la paroisse sainte-Marie (es),. Poursuivant ses études à Rome, il entra comme élève en septembre 1987 à l’Académie pontificale ecclésiastique, et devint docteur en droit canonique en mai 1991 auprès de l’Université pontificale grégorienne,. Au service diplomatique du Saint-Siège depuis le 1er juillet 1991, il a successivement été en poste dans les représentations diplomatiques du Saint-Siège en Éthiopie (en) (1991-1993), au Brésil (en) (1993-1997), en Thaïlande (en) (1997-2000), puis à la secrétairerie d'État à partir d’août 2000, où il s’occupa plus particulièrement des pays d’Asie méridionale) et orientale,. 
Son nom apparaît dans un extrait de câble diplomatique de janvier 2002 révélé par Wikileaks écrit par l’ambassadeur américain près le Saint-Siège, Jim Nicholson. Il y apparaît comme un ferme soutien de la campagne d'Afghanistan qui renversa l’émirat islamique d'Afghanistan, l’un de ses interlocuteurs russes étant par ailleurs frappé de son « manque de sentiments affectueux » envers les détenus de Guantánamo,. 
Le 13 juin 2002, il est fait prélat d’honneur de Sa Sainteté par Jean-Paul II.

## Nonce apostolique

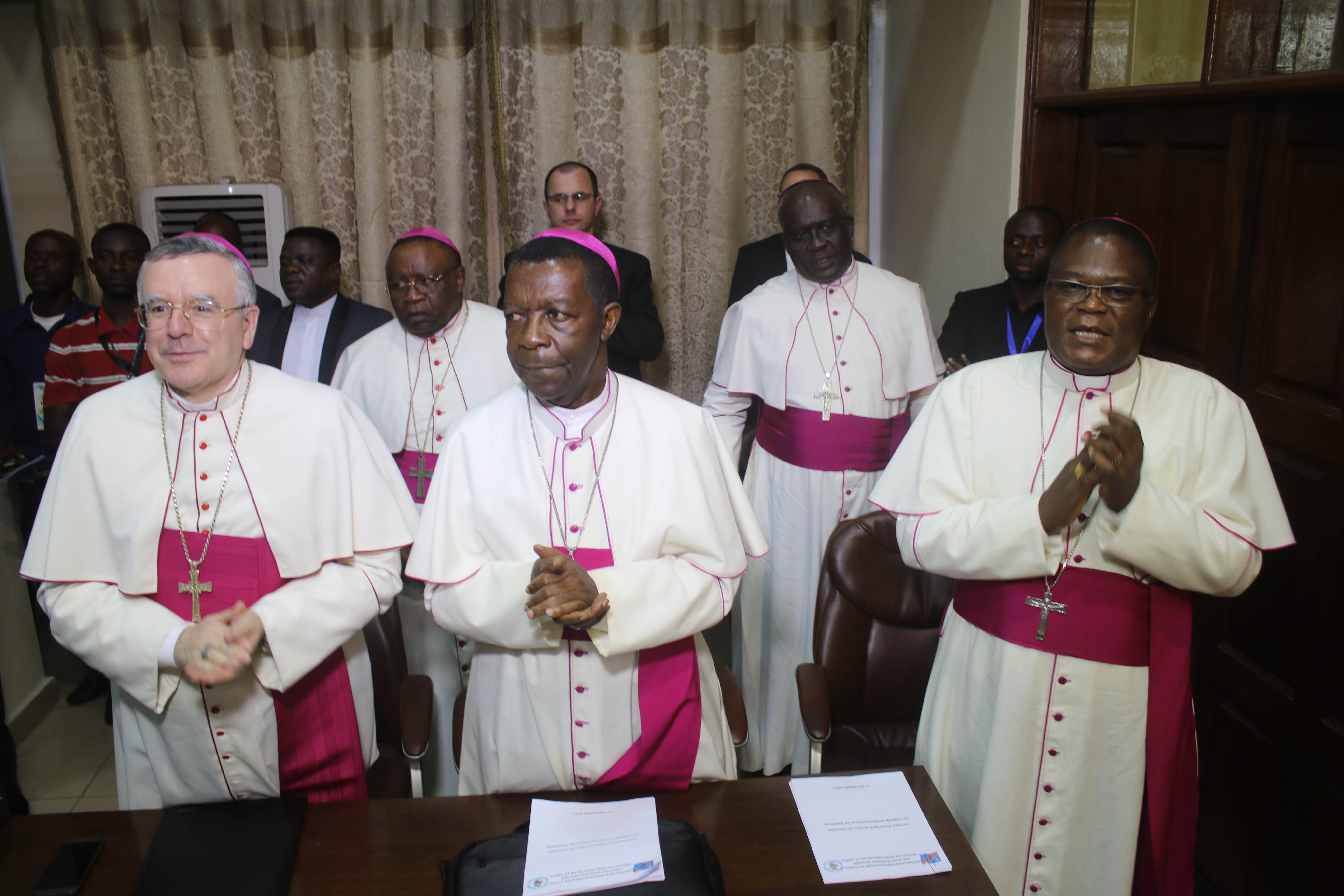
Mgr Montemayor avec les évêques de la conférence épiscopale nationale du Congo lors de la signature de l'accord de la Saint-Sylvestre, le 31 décembre 2016.

Le 6 juin 2008, il est  promu nonce apostolique au Sénégal et au Cap-Vert, et délégué apostolique en Mauritanie (en), avec le titre d’archevêque titulaire d’Illici (de). Il est consacré le 6 août suivant en la cathédrale de Buenos Aires par Dominique Mamberti, le secrétaire pour les relations avec les États, assisté du cardinal Jorge Mario Bergoglio, alors archevêque de Buenos Aires et d’Eduardo Maria Taussig (en), évêque de San Rafael,. Comme son prédécesseur, il est de plus nommé nonce en Guinée-Bissau (en), à la date du 17 septembre 2008. Le 22 juin 2015, il est transféré à la nonciature de la République démocratique du Congo (en). En pleine crise avec le pouvoir politique congolais, il est remplacé le 6 juillet 2018 par Ettore Balestrero,.
Il est nommé nonce apostolique en Colombie (en) le 27 septembre 2018 puis en Irlande (en) le 25 février 2023.

## Succession apostolique
Luis Mariano Montemayor a ordonné les évêques suivants :
- Évêque Carlos Arturo Quintero Gómez (de) (2019)
- Évêque Hency Martínez Vargas (es) (2019)
- Évêque Israel Bravo Cortés (de) (2022)
- Évêque Félix María Ramírez Barajas (de) (2022)
- Évêque Juan Fernando Franco Sánchez (es) (2022)

### Note
1. 1 2  Leonardo Sandri étant son unique prédécesseur argentin[6],[4]